# Störkathen
Störkathen est une commune allemande du Schleswig-Holstein, située dans l'arrondissement de Steinburg (Kreis Steinburg), à quatre kilomètres au nord-est de la ville de Kellinghusen. Störkathen est l'une des 19 communes de l'Amt Kellinghusen dont le siège est à Kellinghusen.